# 辛通
辛通（前1世纪—3年），狄道人，后迁居昌陵（今陕西西安东），后留长安。西汉官员。辛庆忌长子，弟弟辛遵、辛茂。
辛通官至护羌校尉，汉平帝元始三年，王莽秉政，王莽的亲党甄丰、甄邯，威震朝廷。辛通自以为名臣之后，不屈事甄丰、甄邯。被甄丰、甄邯所怀恨，王莽诛灭汉平帝外戚卫氏，辛通的长子辛次兄与卫氏关系友善，被甄丰、甄邯举奏。辛通兄弟被王莽诛杀。